# Diemannsberg
Diemannsberg ist eine Ortschaft und Katastralgemeinde in der Marktgemeinde Böheimkirchen, Niederösterreich.

## Geografie
Der Weiler befindet sich vier Kilometer südwestlich von Böheimkirchen, südlich der West Autobahn und ist über die Landesstraße L5090 erreichbar. Am 1. Jänner 2024 gab es in Diemannsberg 5 Einwohner.

## Gemeinde
Im Franziszeischen Kataster von 1821 ist der Weiler mit zwei landwirtschaftlichen Anwesen verzeichnet. Laut Adressbuch von Österreich war im Jahr 1938 in Diemannsberg ein Landwirt mit Ab-Hof-Verkauf ansässig.